# Jeremias Friedrich Reuss
Jeremias Friedrich Reuss (født 8. december 1700 i Horrheim, Württemberg, død 6. marts 1777) var en tysk født teolog, professor og generalsuperintendent i hertugdømmerne.
Reuss var søn af byfoged August Reuss og Susanne Regina, født Ostertag. I 1716 blev han optaget i klosterskolen i Denkendorf, hvor han fandt en udmærket lærer i den bekendte teolog J.A. Bengel. Sin skolegang afsluttede han i klosterskolen i Maulbrünn, hvorfra han 1721 kom til Universitetet i Tübingen.
Her mødtes han atter med Bengel, der som teologisk professor fik stor betydning for hans religiøse udvikling. I 1729 blev Reuss repetent ved det theologiske seminarium i Tübingen. På en rejse 1731 i Nordtyskland, hvor han trådte i forbindelse med flere af Speners disciple, mødtes han også med den bekendte grev Zinzendorf, igennem hvem han modtog en kaldelse til Danmark, hvor Christian VI 1732 udnævnte ham til professor i teologi og hofprædikant.
I København sluttede han sig straks til de pietistiske præster, og hans stilling til de ortodokse teologer var dermed givet. Allerede ved tiltrædelsen af sit professorat mødte han stærk modstand fra deres side. De beskyldte ham for at ville indføre den Wolfiske filosofi ved universitetet. Senere, da han tog afstand fra de egentlige pietister og sluttede sig til den herrnhutiske retning, der fremkaldte stærke separatistiske bevægelser, blev han atter genstand for nærgående angreb.
Man beskyldte ham endog for at føre falsk lære i sociniansk retning. Efter at han 1735 havde fået Christian VI's tilladelse til at gendrive denne anklage igennem et særligt forsvarsskrift, synes han ikke at have været udsat for yderligere angreb. Men han havde allerede den gang begyndt at tabe sin indflydelse ved hove, hvor Bluhme nu fik overtaget. Tidligere havde kongen afæsket Reuss betænkninger om forskellige kirkelige spørgsmål.
I 1733 måtte han erklære sig om, hvorvidt man burde fritage præsterne for at tage folk til skrifte, og han havde bestemt udtalt sig for denne indrømmelse, ligesom han også tilrådede brugen af en betinget absolution. Kongen havde fulgt indstillingen, og flere præster, deriblandt Reuss selv, opnåede disse indrømmelser.
Men da han 1734 fik befaling til at erklære sig om, hvorledes man skulle stille sig over for den tiltagende separatisme, var hans forslag så frisindede — han anbefalede endog en slags sognebåndsløsning -, at kongen i den anledning skrev til grev Stolberg: "Jeg ville ønske, at jeg med ære kunde blive af med den gode mand." Men Reuss beholdt sin stilling. Han vandt, støttet af mænd, som stod hoffet nær, atter kongens yndest, og Christian VI satte høj pris på hans frimodige prædikener. I 1742 blev han Dr. theol.
Reuss var professor theologiæ og hofprædikant indtil 1749, da han udnævntes til overkonsistorialråd og generalsuperintendent i Slesvig og Holsten. Reuss var en flittig visitator og dygtig kateket og synes også, måske under påvirkning af Pontoppidan, at have haft øje for de danske menigheders uheldige vilkår i Slesvig.
I 1757 blev han professor theologiæ og kansler ved Universitetet i Tübingen. Men det bør fremhæves, at han ved sin afgang fra hertugdømmerne indsendte en indstilling om, at der af hensyn til de danske menigheder burde vælges en særlig superintendent for Slesvig, og dertil anbefalede H.A. Brorson. Reuss var gift med Clara Catharine, født Kreutz, en boghandlerdatter fra Nürnberg. Reuss var en flittig universitetslærer. Han udgav 16 disputatser, hvoraf flere optryktes på ny, og desuden en række prædikener, alle på tysk.